# BMG
BMG, acronimo di Bertelsmann Music Group, è stata una divisione della multinazionale tedesca Bertelsmann attiva come etichetta discografica.

## Storia
Fondata inizialmente nel 1987 come joint venture tra RCA Records e Ariola Records, diventò una delle maggiori etichette discografiche al mondo. 
Nel 2008 le quote societarie di Bertelsmann furono vendute a Sony, che fuse la società con la propria divisione dedicata al mercato discografico, Sony Music Entertainment, poi ribattezzata Sony Music. Bertelsmann dal canto suo fondò pochi mesi dopo BMG Rights Management.